# Manigod
Manigod är en kommun i departementet Haute-Savoie i regionen Auvergne-Rhône-Alpes i sydöstra Frankrike. Kommunen ligger i kantonen Thônes som tillhör arrondissementet Annecy. År 2022 hade Manigod 1 006 invånare.

## Befolkningsutveckling
Antalet invånare i kommunen Manigod
| Referens: INSEE |